# 邵素薇
邵素薇，又作邵淑慧，英文名：Shaw Soo Wei，新加坡企业家和香港媒体执行总监。

## 生平
生于新加坡，祖籍浙江镇海县庄市，是亚太媒体巨子邵逸夫的孙女。父亲是邵逸夫二子邵維鍾，母亲是新加坡华人Philamae Wong。早年赴英国求学，本科毕业于牛津大学，1997年获得艺术学一等荣誉硕士学位，曾入美国哈佛大学学习。曾在北京语言大学学习中文，操熟练英文、中文、粤语。学成回国后，曾在新加坡政府服务四年。
后赴美国加州从事电影传媒业，2007年在著名的电影时报“好莱坞报道”任市场顾问。曾在美国華納兄弟娛樂集團服务十年，任市场总监。2008年，任迪士尼ABC電視集團亚太特别顾问。
2008年，出任香港国际电影节执行董事，也是香港亚洲电影金融论坛执行董事、亚洲电影奖执行董事。在香港国际电影节上首次发起“工业影片”和“短片”奖。也是新加坡国际电影节董事会成员。2012年，成为新加坡戈壁集团投资合伙人、集团副主席。